# Modelo especial
Modelo especial er et mexicansk øl mærke af type pilsner som bliver produceret af Grupo Modelo. Dette er et af Grupo Modelos vigtigste produkter og det har været produceret siden selskabet blev startet i 1925.